# Sharpes loofbuulbuul
Sharpes loofbuulbuul (Phyllastrephus alfredi) is een zangvogel uit de familie Pycnonotidae (buulbuuls). Deze vogel is genoemd naar de Britse koloniaal bestuurder Alfred Sharpe (1853-1935).

## Verspreiding en leefgebied
Deze soort komt voor van zuidwestelijk Tanzania tot oostelijk Zambia en noordelijk Malawi.

## Status
Sharpes loofbuulbuul komt niet als aparte soort voor op de lijst van het IUCN maar is daar een ondersoort van de gestreepte loofbuulbuul (Phyllastrephus flavostriatus).